# ルチオ・フルチの新デモンズ
『ルチオ・フルチの新デモンズ』は、1990年のイタリアのホラー映画。監督はルチオ・フルチ。出演はブレット・ハルゼイ、メグ・レジスター、ピエル・ルイジ・コンティ（アル・クライヴァー）、カルラ・カッソーラ、リノ・サレンメ他。

## 概要
ルチオ・フルチにとって55本目の監督作品である。悪魔憑きをテーマにしたオカルト的な物語に、フルチが得意としたスプラッター映画の要素を加味している。
邦題に「新デモンズ」とあるが、ランベルト・バーヴァ監督の『デモンズ』（1985）とは関係がない。原題のDemoniaが『デモンズ』の原題Dèmoniと似ていたことと、『デモンズ』の出演者リノ・サレンメとパオラ・コッツォが目立つ役で出演していることから、日本でのVHS発売時に続編のような邦題でリリースされた。
1990年の劇場公開を予定して製作されたが、撮影中にプロデューサーが資金難に陥ったことで劇場公開を断念。同年10月にビデオスルーとなった。
製作当時すでに健康が衰えていたとされるフルチの演出力の衰退や、資金難による撮影技術上のミス、さらにストーリー展開の不可解さなどを批判する声もあり、フルチにとって代表作とは言えない。しかし、趣向を凝らしたスプラッター・シーンや、観客の不安を煽る演出の手堅さは評価する意見も多い。個性的なキャストにも恵まれており、ホラー・ブームが衰退していた当時のイタリア映画としてはそれなりに見所のある佳作との評価が定着している。

## 解説

### 企画の経緯
イタリア恐怖映画の巨匠ルチオ・フルチ監督は、『サンゲリア2』（1988）の監督を降板して以降、TV映画とビデオ映画の量産を強いられ作品の質が低下していた。
『怒霊界エニグマ』（1987）でフルチと組んだエットレ・スパニュオーロのプロデュースにより、1990年の劇場公開を予定して本作は企画された。本作にフルチはかなりの熱意を抱いており、新進の映画評論家アントニオ・テントーリに原案を依頼した。イタリア恐怖映画の研究と評論によって頭角を表していたテントーリは、1986年にフルチ監督にラジオ番組でインタビューしたことから交流を深めていた。当時、脚本家ダルダノ・サッケッティと絶縁状態にあったフルチは、新しい友人テントーリと共にゴシック・ホラー映画の構想を練り始めた。テントーリは「修道女たちの悪魔崇拝」というアイディアをもとに数ページの原案を執筆したが、本人は自身が書いたストーリーにはあまり深みがないことを認めており、映画本編にテントーリの名前はクレジットされていない。テントーリは本作でフルチの助監督も務め、フルチの次回作『ナイトメア・コンサート』（1990）でも脚本を担当した。
テントーリが執筆した数ページのあらすじをもとに、フルチとベテラン脚本家ピエロ・レニョーリがシナリオを作成した。レニョーリはイタリア初の本格的なホラー映画『吸血鬼』（1957）の脚本を手がけたことで知られ、1980年代にも『ナイトメア・シティ』（1980）や『ゾンビ3』（1981）などの脚本を執筆していた。レニョーリはホラー映画の脚本にエロティックな要素を取り入れることを得意としており、最も有名なのは『ゾンビ3』のクライマックスにおいて、母親と息子の近親相姦をスプラッター的な場面と結びつけている。本作においては、修道女にフェラチオされている青年（俳優名不明）がエクスタシーに達するとともにナイフで喉を刺されるシーンがある。
1990年の1月から3月にかけて、シチリアのシラクーザ県でロケが行われた。低予算で製作されたため屋外のロケはほとんどゲリラ的に撮影されている。修道院のシーンはパレルモのカタコンベで撮影された。

### 主なキャスティング
フルチは当初、主演のリザ役を『地獄の門』（1980）、『ビヨンド』（1980）、『墓地裏の家』（1981）で組んだカトリオーナ・マッコールに依頼した。役名もマッコールの『ビヨンド』での役名と同じリザと名づけたがマッコールは出演を辞退したため、モデル出身のメグ・レジスターが起用された。レジスターはウリ・ロンメル監督のTV映画‘‘Star Witness’’（1995）でグレース・ケリー役を演じたことで知られる。
レジスターの相手役としては、過去にフルチと何度か組んでいるベテラン俳優ブレット・ハルゼイを考古学者エヴァンズ教授役に起用。さらに『サンゲリア』（1979）、『ビヨンド』で組んだイタリア人俳優ピエル・ルイジ・コンティ（アル・クライヴァー）を被害者役の一人に起用している。その他、『デモンズ』（1985）の出演者からリノ・サレンメとパオラ・コッツォを起用。『ルチオ・フルチのクロック』（1989）から名女優カルラ・カッソーラが続投し、事件を捜査する国際警察のカーター警部役でルチオ・フルチ監督も出演している。当時のフルチ監督作品としては個性的で優秀なキャストが揃ったと言える。
キャスティングの他にもフルチは自身の全盛期に手がけた映画からの引用を行い、久々の劇場用映画に強い期待を寄せていた。冒頭で尼僧が磔にされるシーンは『ビヨンド』から、降霊術のシーンは『地獄の門』から引用している。深夜の修道院で考古学者が転落死するシーンは『マンハッタンベイビー』（1982）から引用。中盤でカルラ・カッソーラ演じる霊媒師リッラが猫に襲撃されるシーンは『ビヨンド』で犠牲者の一人がタランチュラの大群に襲われるシーンの翻案と見られる。また、『ビヨンド』や『マッキラー』（1972）といったフルチの代表作で描かれた「民衆によるリンチ」を本作でも取り入れており、フルチにとってキャリアの集大成といえる作品を目指したと思われる。

### 特殊メイク及び特殊効果
残酷シーンに関して本作は健闘しているとの評価が多い。ピエル・ルイジ・コンティの斬首シーンでのダミーヘッド、カルラ・カッソーラが猫に襲撃されるシーンのフランコ・ジャンニーニによる特殊メイクは高い水準と言える。リノ・サレンメが冷凍庫の中で殺害されるシーンの演出も緊張感を維持している。エットレ・コミが股裂きにされるシーンではエリオ・テッリビリがダミー人形を作成した。
特殊効果スタッフには新人を起用し、ベテランにサポートさせている。特殊メイク担当のフランコ・ジャンニーニはファブリツィオ・スフォルツァのアシスタントとして『ラストエンペラー』（1987）、『バロン』（1988）に参加した後、独立して『ラットマン』（1988）の特殊メイクを手がけたばかりだった。メイクアップの助手を務めたジュゼッペ・フェランティは、ダリオ・アルジェントの初期作品『歓びの毒牙』（1969）と『わたしは目撃者』（1970）で仕事をしているベテランだが、当時は低予算映画でのメイクが中心となっていた。
特撮担当のエリオ・テッリビリは『片腕サイボーグ』（1986）の爆破シーンで頭角を現したSFX技師であり、本作の後には『夜よ、こんにちは』（2003）、『ポー川のひかり』（2007）、『ゴモラ』（2008）といった話題作の特殊効果を担当している。もう一人の特撮技師マリオ・チッカレッラは1970年頃から映画の美術や小道具を手がけてきた中堅スタッフであり、本作の同時期には『ザ・トレイン』（1989）などの特殊効果に参加している。

### 音楽
音楽はジャズ作曲家兼パーカッション奏者ジョヴァンニ・クリスティアーニが担当。フルチ全盛期の音楽を手がけたファビオ・フリッツィを思わせるテーマ曲はそれなりに聴かせる。
クリスティアーニは1985年に電子音楽のライブラリー盤レコード‘‘Alpha Percussion’’を発表しており、本作のサウンドトラックにも一部を同レコードから流用している。その他にも数枚のエレクトリック・ジャズのライブラリー盤に楽曲を提供している。1985年にG.C. Group名義で発表したライブラリー盤レコード‘‘Memories’’は優れた内容のジャズ・フュージョン・アルバムである。1995年にはファビオ・フリッツィが楽曲を提供したマッシモ・ロペスのジャズ・アルバム‘‘Ascolto’’に参加し、パーカッションを演奏している。
クリスティアーニが手がけた映画音楽は少ないが、オリジナルのジャズ曲が映画のサウンドトラックに流用されたことがある。1992年のジャズ・ナンバーBlue Atmosphereは『ロスト・イン・トランスレーション』（2003）のサウンドトラックに使用され、ビッグバンド・ジャズ・ナンバーDressed in Jazzは『毛皮のエロス/ダイアン・アーバス 幻想のポートレイト』（2006）に使用された。

### その他のスタッフ
美術と衣裳のマッシモ・ボロンガロは、『地獄のシャイニング』（1971）や『SO SWEET, SO DEAD』（1972）などを手がけたベテランである。本作の助監督を務めたアントニオ・テントーリのアイディアにより、ボロンガロら美術スタッフはロケを行ったパレルモのカタコンベの壁にクトゥルフやナイアーラトテップなどの碑文を書き込んだ。
シチリアでの撮影中にプロデューサーのエットレ・スパニュオーロは資金難に陥り、スタッフ、キャストへの報酬を支払わずに逃走した。主演のブレット・ハルゼイによると製作資金を穴埋めするために、現地のマフィアからの資金提供を受けた。しかしフルチとマフィアとの間に意見の対立が生じ、撮影を急遽中止してシチリアから撤退したという。結果として本作は予定されていた劇場公開が実現せず、1990年10月にイタリアでビデオスルーによりリリースされた。また、本作を最後に製作者のスパニュオーロは映画界から去った。
編集のオテッロ・コランジェリは戦前から活躍する大ベテランであり、特にアントニオ・マルゲリーティの多くの作品を編集したことで知られる。当時78歳だったコランジェリはスプラッター映画を編集するには高齢すぎた。本作の編集はたった一日で行われたため、場面のつなぎが粗い部分やテンポが緩い部分も指摘される。

### 撮影上のミスについて
フィルムの編集中に、フルチは撮影のルイジ・チッカレーゼが犯したミスに気づいた。フルチとチッカレーゼは幻想的な効果を出すため、屋外シーンの多くはカメラのレンズに網目をかけて撮影することで、意図的にぼやけた映像を作り出そうとした。しかし撮影のチッカレーゼは焦点距離を誤って判断し、レンズの前の網目がはっきりと見えてしまうシーンがいくつかあった。また、撮影クルーが光量の調節に失敗した場面があり、映像が白飛びし露出オーバーとなっているシーンがいくつかあった。フルチは本作に関して「良いストーリーだったが撮影で台無しにされ、製作上の問題が多すぎた」との意見を口にしている。
撮影監督のルイジ・チッカレーゼは『ソランジェ/残酷なメルヘン』（1972）などで名撮影監督と呼ばれた時代のジョー・ダマトのオペレーターを務め、その後は撮影監督に昇格して手堅い仕事をしていた。フルチとは『怒霊界エニグマ』（1987）でも組んでいる。
撮影オペレーターのサンドロ・グロッシはルチアーノ・トヴォリやアルフィーオ・コンティーニの元でオペレーターを務めた中堅であった。グロッシは本作の後『ナイトメア・コンサート』（1990）、『ルチオ・フルチの地獄の門2』（1991）で撮影監督に昇格し、手堅い映像を撮っている。充分な実績があるスタッフの技術的にあり得ないミスであるが、撮影中に資金難に陥った上にプロデューサーが逃亡したという事情からこのような失敗が生まれたと推測される。

### 日本でのリリース
日本では1991年2月、にっかつビデオフィルムズ株式会社からVHSソフトでリリースされた。ビデオ発売時には朝日ソノラマの月刊誌『ハロウィン』のグラビアページで紹介されている。その後、2004年にDVDがリリース。2021年にはDVDの再発とBlu-rayディスクがリリースされた。

## キャスト
- ブレット・ハルゼイ：ポール・エヴァンズ教授（考古学者）
- メグ・レジスター：リザ（エヴァンズの助手）
- リノ・サレンメ：トゥーリ・デ・シモーネ（肉屋）
- カルラ・カッソーラ：リッラ（霊媒師）
- ピエル・ルイジ・コンティ：ポーター（船乗り）
- クリスティーナ・エンゲルハルト：スージー（考古学チームの研究者）
- パスカル・ドリュアン：ケヴィン（考古学チームの研究者）
- グレイディ・トーマス・クラークソン：ショーン（考古学チームの研究者）
- エットレ・コミ：ジョン（考古学チームの研究者）
- マイケル・アローニン：アンディ警部補
- ルチオ・フルチ：カーター警部
- パオラ・コッツォ：修道女
- フランチェスコ・クジマーノ：ロビー（ジョンとスージーの息子）

## スタッフ
- 監督：ルチオ・フルチ
- 製作：エットレ・スパニュオーロ
- 原案：アントニオ・テントーリ（クレジットなし）
- 脚本：ルチオ・フルチ、ピエロ・レニョーリ
- 音楽：ジョヴァンニ・クリスティアーニ
- 撮影監督：ルイジ・チッカレーゼ
- 撮影オペレーター：サンドロ・グロッシ
- 特殊メイク：フランコ・ジャンニーニ
- メイクアップ：ジュゼッペ・フェランティ
- 特殊効果：エリオ・テッリビリ、マリオ・チッカレッラ
- 編集：オテッロ・コランジェリ
- 美術・衣裳：マッシモ・ボロンガロ